# Myrmotherula klagesi
A Myrmotherula klagesi a madarak osztályának verébalakúak (Passeriformes) rendjébe és a hangyászmadárfélék (Thamnophilidae) családjába tartozó faj.

## Rendszerezése
A fajt Walter Edmond Clyde Todd amerikai ornitológus írta le 1927-ben. Tudományos faji nevét első példány begyűjtőjéről Samuel M. Klagesről kapta.

## Előfordulása
Dél-Amerika északi részén, Brazília területén honos. Természetes élőhelyei a szubtrópusi vagy trópusi mocsári erdők, folyók és patakok környékén. Állandó, nem vonuló faj.

## Megjelenése
Testhossza 10 centiméter.
|  |

## Életmódja
Valószínűleg rovarokkal és pókokkal táplálkozik.

## Természetvédelmi helyzete
Az elterjedési területe kicsi és az erdőirtások következtében még csökken is, ezért egyedszáma is csökken. A Természetvédelmi Világszövetség Vörös listáján sebezhető fajként szerepel.